# Тиам, Демба
Демба Тиам Нгаге (фр. Demba Thiam Ngagne, род. 9 марта 1998, Сенегал) — сенегальский футболист, вратарь итальянского клуба СПАЛ.

## Биография
Уроженец Дакара, родился 9 марта 1998 года. Является воспитанником молодёжной академии феррарской команды СПАЛ, с сезона 2016/17 привлекался к играм за команду до 19 лет в молодежном первенстве Италии. Также провел на скамейке запасных две встречи основной команды в рамках Серии В.

#### Аренда в «Фано»
17 июля 2017 года он был отдан в аренду клубу Серии С «Фано». Дебютировал за новый коллектив 16 декабря 2017 года в матче против «Ферманы» в стартовом составе. Тиам оставался основным вратарем клуба до конца сезона.

##### Аренда в «Витербезе» и возвращение в СПАЛ
В первой части сезона Серии А 2018/19 Тиам являлся третьим вратарем СПАЛ и не провел за клуб ни одного матча в элитном дивизионе. Для получения большей игровой практики 9 января 2019 года спортсмен был отправлен в аренду в команду «Витербезе», выступающую в Серии С. По окончании периода аренды, 26 июля 2020 года, игрок дебютировал за основной состав «бело — голубых» в домашней игре Серии А против «Торино» (1:1).